# Boulevard Charles-de-Gaulle (Sannois)
Pour les articles homonymes, voir Boulevard Charles-de-Gaulle.
Le boulevard Charles-de-Gaulle est une voie de la commune de Sannois, dans le département français du Val-d'Oise.

## Situation et accès
Long de 1 140 mètres, approximativement orienté est-ouest, il commence à proximité de la gare de Sannois, desservie par les trains du réseau Transilien Paris-Saint-Lazare (ligne J). À cet endroit se trouvait un passage à niveau vers le boulevard Maurice-Bertaux. Il fut supprimé en 1985.  À l'ouest, il finit boulevard Gambetta, par lequel il est prolongé.

## Origine du nom

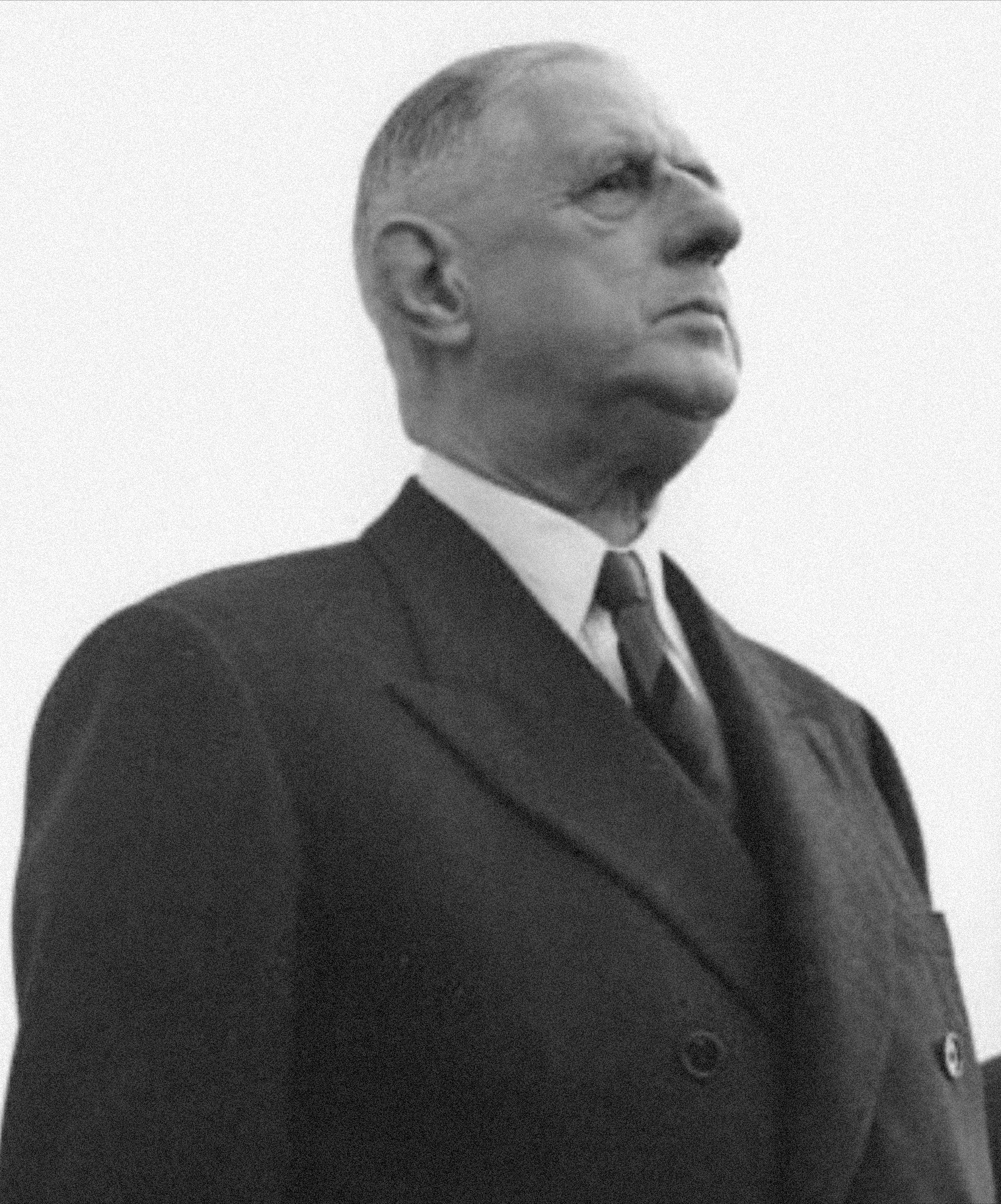
Charles de Gaulle en 1961.

Le boulevard évoque la mémoire de Charles de Gaulle (1890-1970), militaire, écrivain et homme d’État français depuis le 17 septembre 1944.
Avant la Révolution, il portait le nom de Grand chemin de Pontoise à Paris, ou Pavé de Paris, de Route royale no 14 sous la Restauration, puis de Route impériale no 14 et, enfin, de rue de Paris.

## Historique

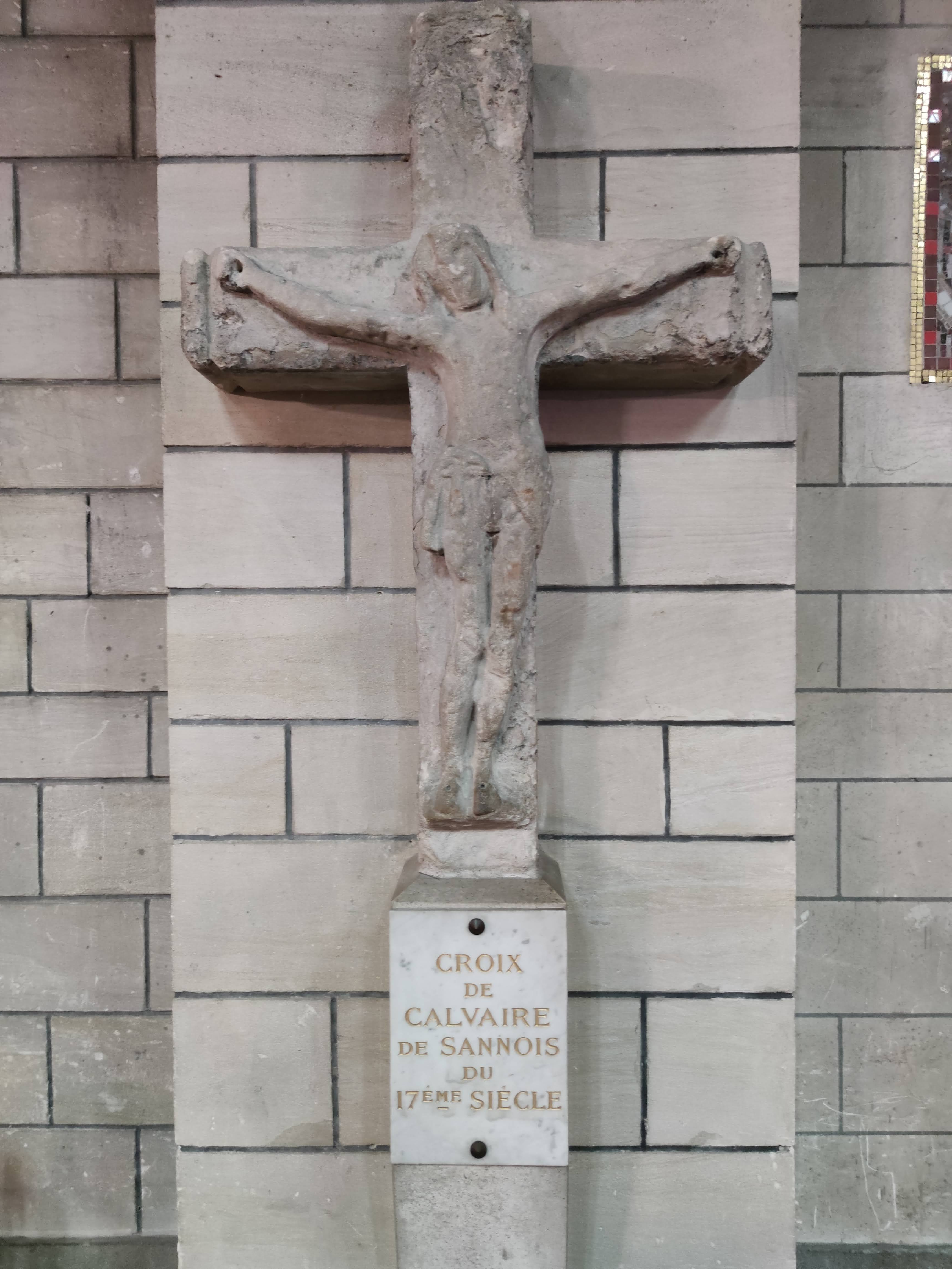
Croix de la Borne.

- Au milieu du XVIe siècle, plusieurs bornes sont plantées à Sannois le long de la route menant de Paris à Pontoise, alors bordée de champs, de jardins et de vignes[4].
- Au cours du XVIIIe siècle, des constructions commencent peu à peu à s’élever le long du futur boulevard à partir de son intersection avec la rue Damiette[4].
- La voie figure sur un plan de 1787[3].
- En 1793, la croix dite de la Borne, à l’angle du boulevard et de la rue Georges-Clemenceau, est déposée et remplacée par un obélisque à l’initiative de la Société populaire. Mise à l’abri par un Sannoisien, cette croix se trouve de nos jours dans l’église Saint-Pierre-Saint-Paul de Sannois[5].

## Bâtiments remarquables et lieux de mémoire

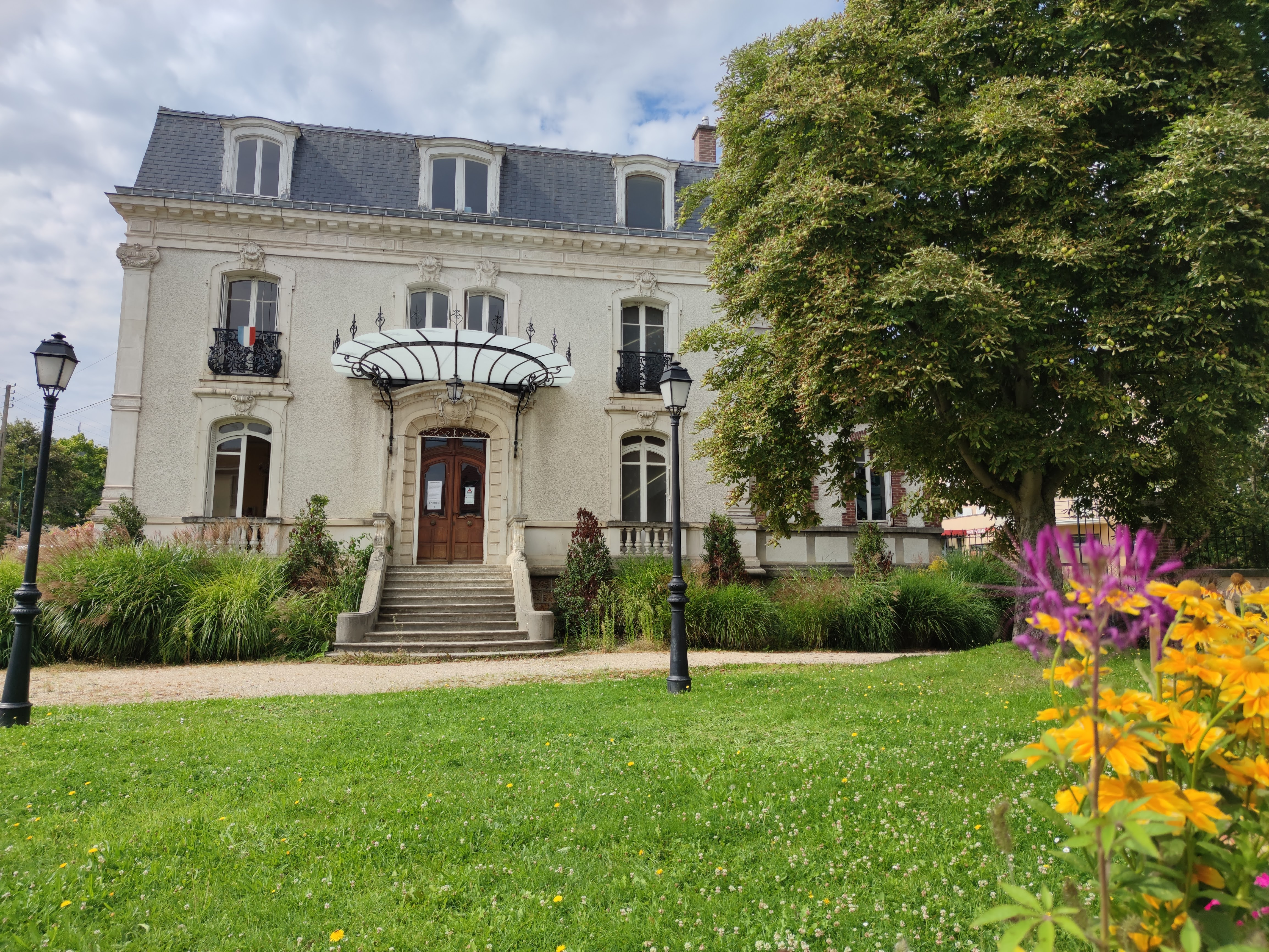
No 121.

- No 30 : maison en meulière à pignon à pas de moineaux. Actuel office notarial, elle est déjà, un siècle plus tôt, habitée par un notaire[6].
- No 44 : ancienne poste ; actuel commissariat.
- No 46 : centre médico-social.
- No 50 : maison néo-Renaissance. En 1931, le médecin André Lafaix, sa famille et une domestique y sont domiciliés[7].
- Nos 99 à 105 : maisons anciennes à porte charretière ; on trouvait généralement sous ce type de bâtiment une grande cave voûtée pour y entreposer le vin et, dans la cour, une écurie, une étable et des remises pour le matériel agricole et les récoltes[8].
- No 121 : maison Ribot, du nom du magistrat, homme politique et homme d’État français Alexandre Ribot (1842-1923) qui en avait fait sa résidence secondaire. Datant de la fin du XVIIIe siècle, achetée par la municipalité en 1972, la villa Ribot est inaugurée le 22 mars 1975, après de longs travaux, par le maire de l’époque, le docteur André Cancelier. Ses étages abritent, pendant quelques années, le tribunal d’instance ; le rez-de-chaussée sert de salle des mariages et de salle de réunion pour le conseil municipal. En 1997, l’école de musique s’installe définitivement dans les lieux. En 2023, la villa Ribot est l’objet d’importants travaux de réhabilitation[9],[10].

### Bâtiments démolis
- À l’angle du boulevard et de la rue Vauconsant, côté est, se trouvait une belle demeure, la pension des demoiselles Pellegrin.
- No 49 : ancien bureau de poste, à côté du grainetier Favrol[11], à l'emplacement de l’actuel parking de la mairie.

## Galerie

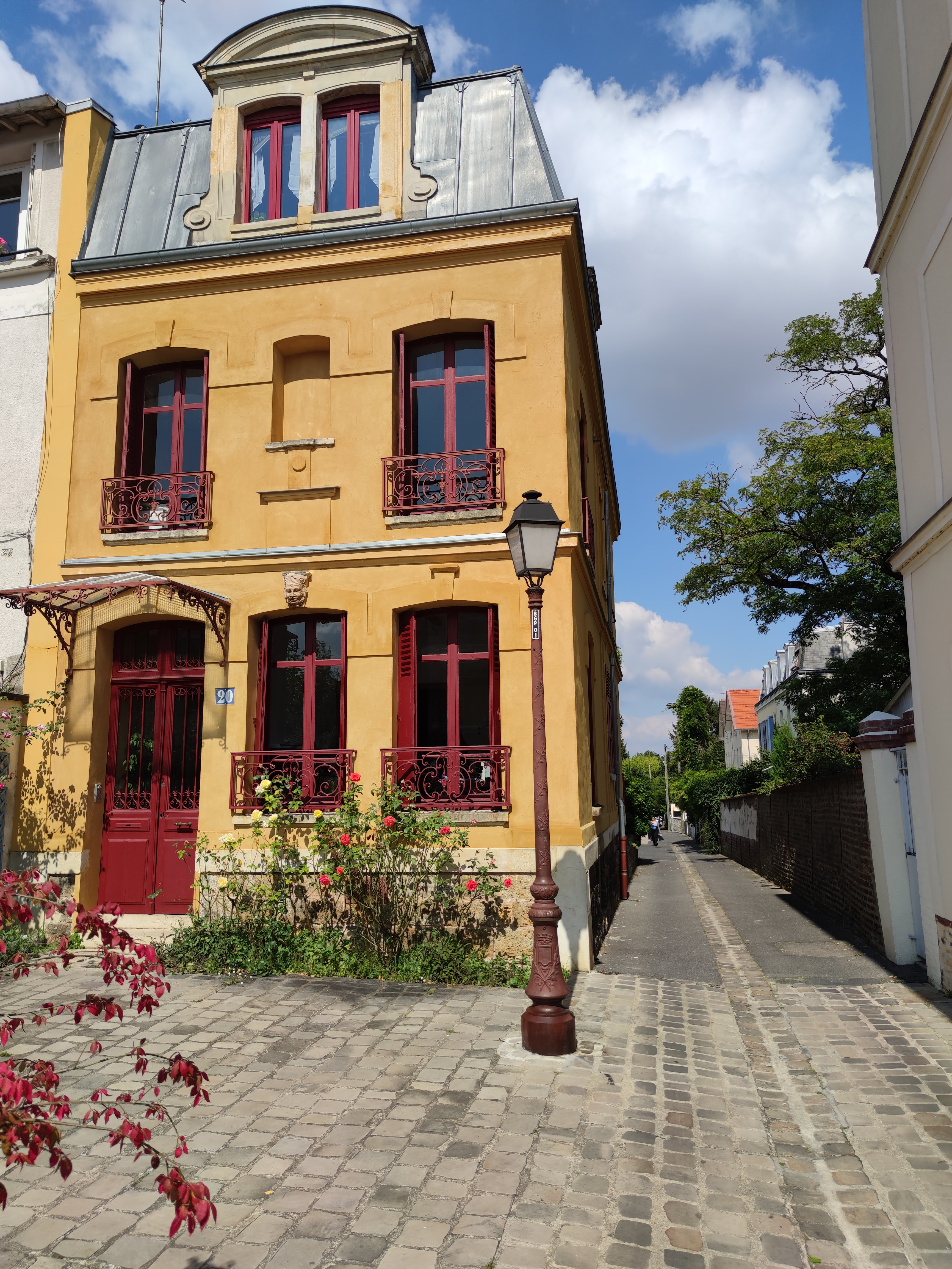
No 20.
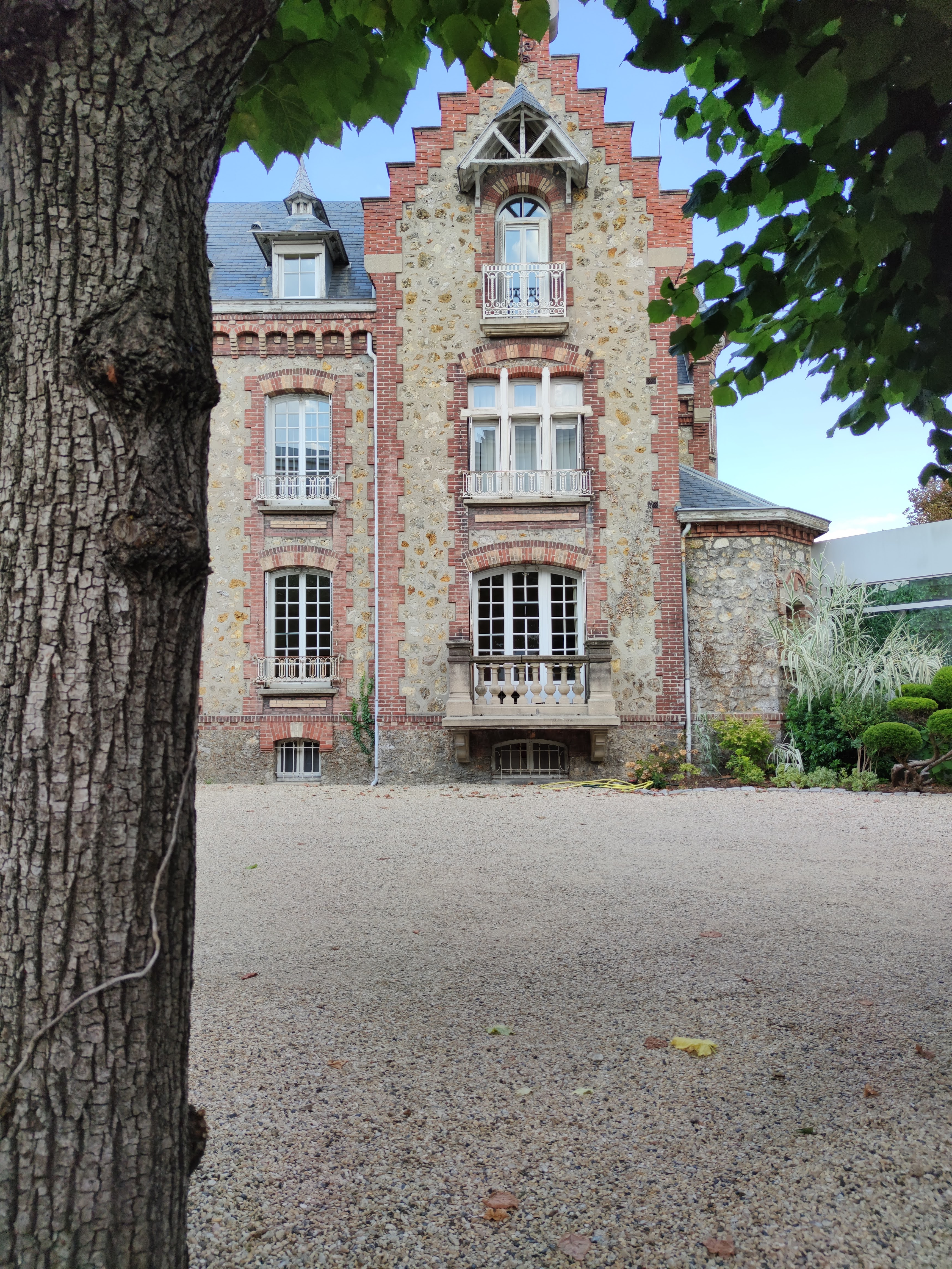
No 30.
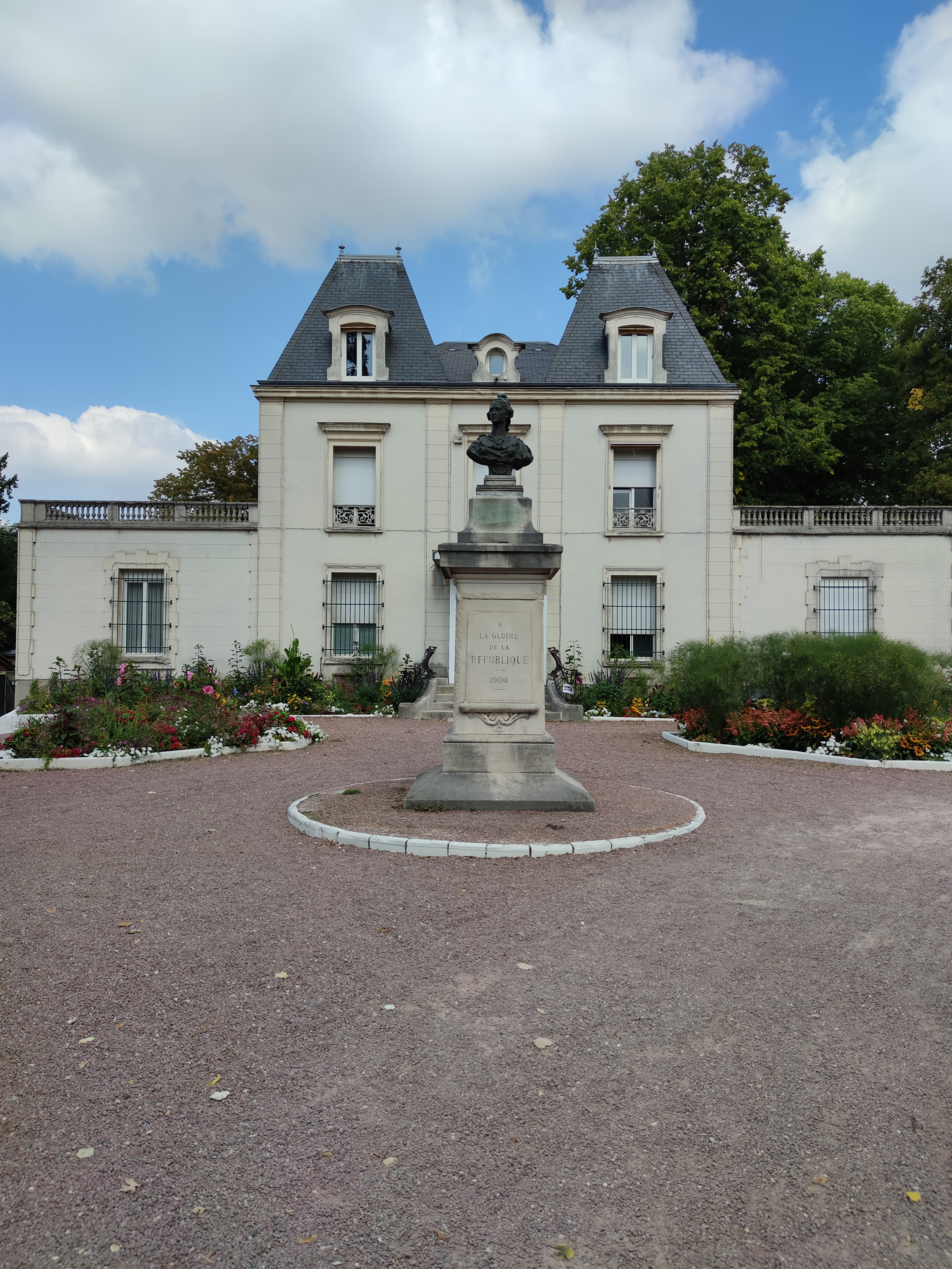
No 46.
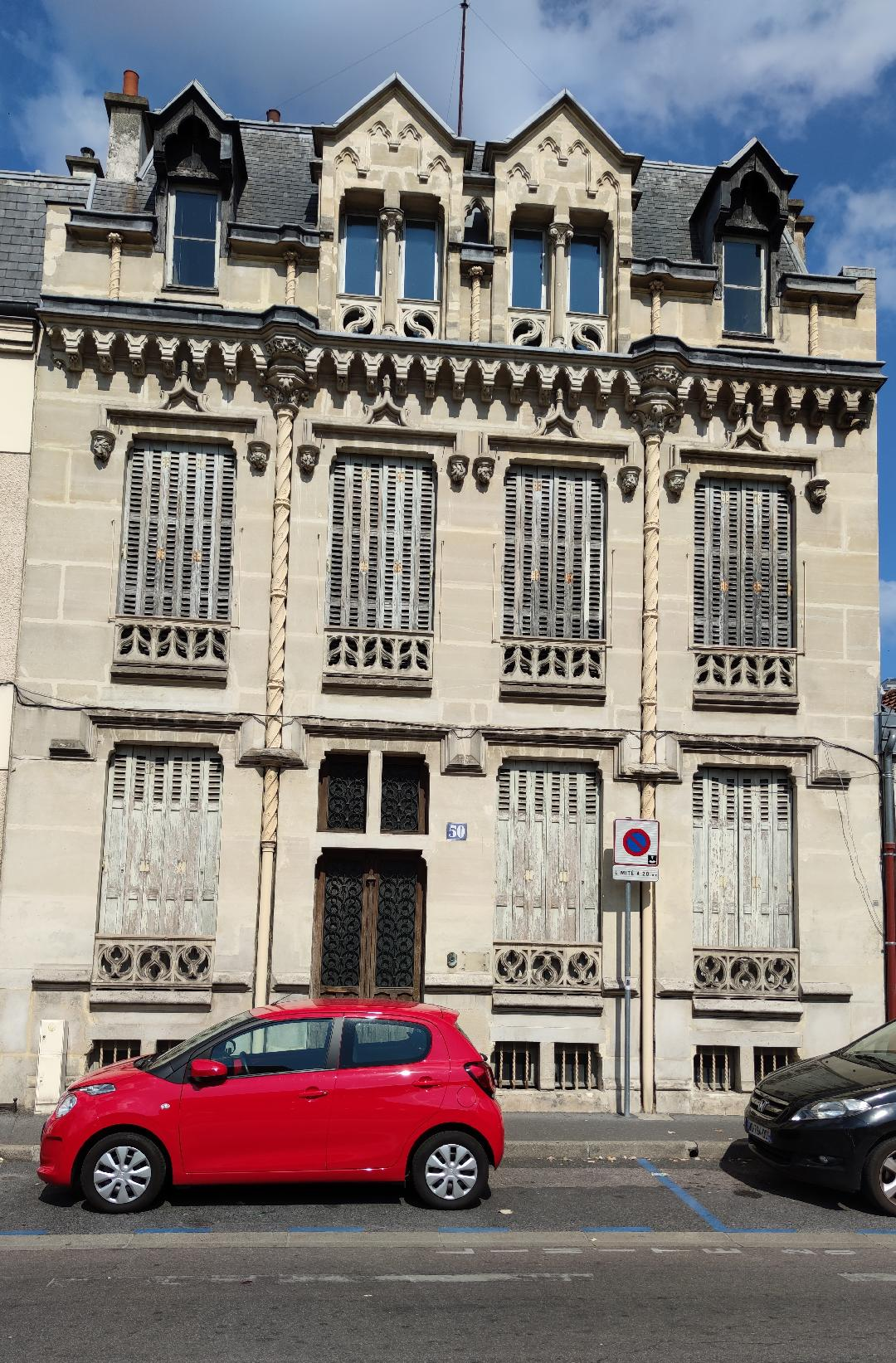
No 50.
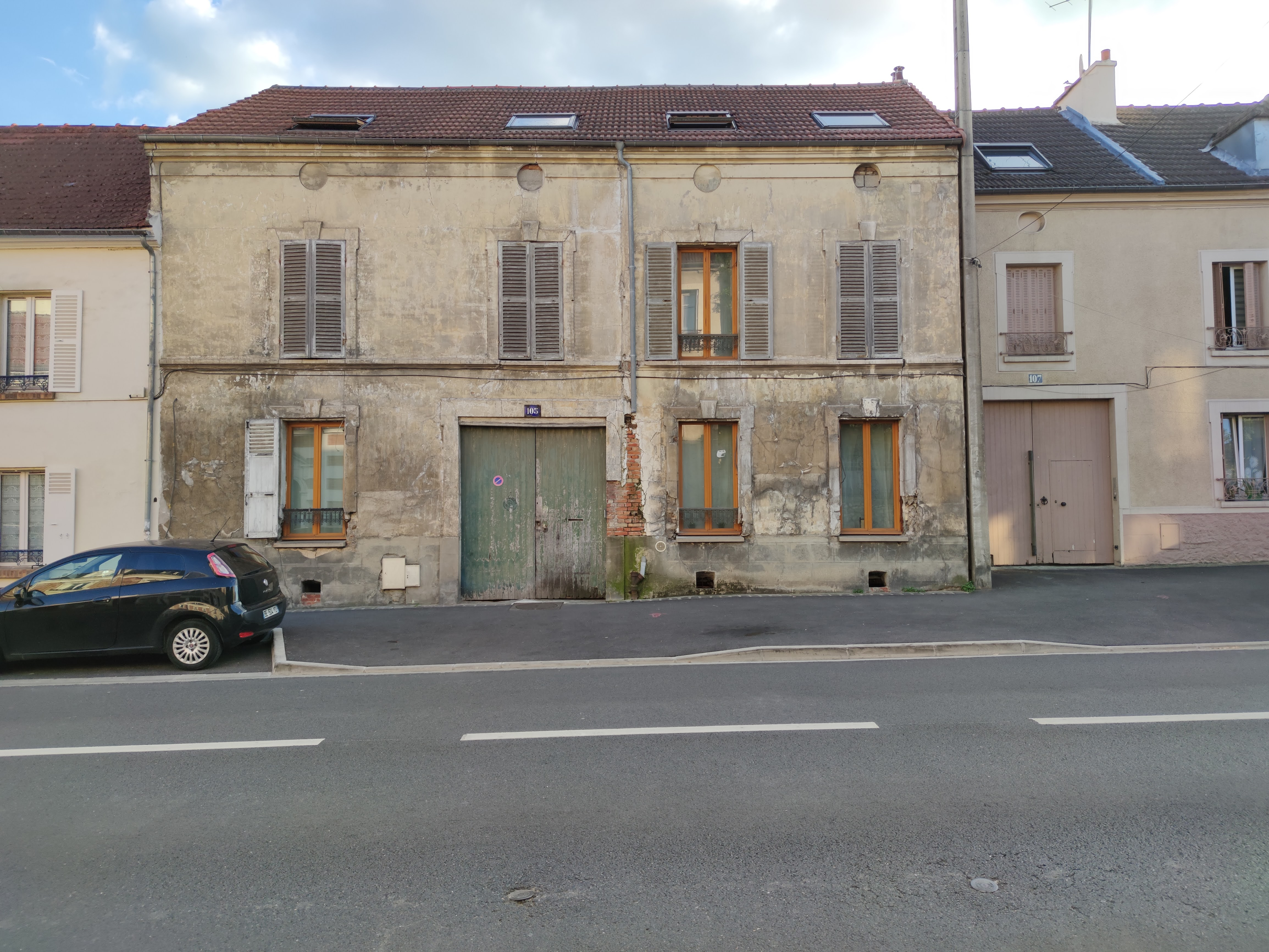
No 105.